# 杉野遙亮
杉野遙亮（日语：／ Sugino Yōsuke，1995年9月18日—），日本男演員、模特，日本千葉縣出身，所屬經紀公司為TOP COAT。

## 經歷
- 2015年- 參加日雜「第12屆FINEBOYS專屬模特兒甄選」，獲得冠軍後以該雜誌模特兒的身分正式進入演藝圈。

## 人物
- 畢業於千葉縣立佐倉高中，法政大學肄業。[1]
- 喜歡的食物是肉、拉麵、甜食。
- 有興趣以及擅長的運動是籃球。
- 由於性格認生，故被大眾認為有些慢熱及內向。
- 有不自覺觸碰各種東西的習慣。
- 喜歡的女性類型是有點虛幻，會想讓人保護她的人。喜歡比自己年長以及有點冷酷的女性。[1]

## 影視作品

### 電視劇
| 播放日期                     | 電視台                 | 劇名                                       | 角色             | 備註                     |
| ---------------------------- | ---------------------- | ------------------------------------------ | ---------------- | ------------------------ |
| 2016年10月5日 - 12月7日      | 日本電視台             | 《校閱女孩》                               | 正宗信喜         |                          |
| 2017年1月10日 - 3月14日      | 關西電視台・富士電視台 | 《謊言戰爭》                               | 三井研治         |                          |
| 2017年1月15日、2月12日、19日 | 富士電視TWO            | 《感情8號線》                              | 公太             |                          |
| 2017年4月13日 - 5月11日      | 日本電視台             | 《哥哥太愛我了怎麼辦》                     | 芹川國光         |                          |
| 2017年7月2日、7月9日         | 日本電視台             | 《寬鬆世代又怎樣》純米吟釀純情篇           | 佐倉悦子的男朋友 |                          |
| 2017年8月5日                 | 日本電視台             | 《搶救老公大作戰》                         | 正宗信人         |                          |
| 2017年10月22日               | 富士電視TWO            | 《青い鳥なんて》                           | 關谷紘一         |                          |
| 2018年3月23日                | KBC                    | 《福岡戀愛白書13》                         | 村上蒼太         | 主演                     |
| 2018年4月18日                | 富士電視台             | 《早安起床號 第二季 Goodmorning KISS》     | 夏目柊           |                          |
| 2018年5月28日                | MBS                    | 《風流韻事審查委員會》                     | 澤部涉           |                          |
| 2018年6月24日                | MBS                    | 《覚悟はいいかそこの女子》                 | 内藤冬馬         | 第1集                    |
| 2018年7月15日 - 9月16日      | 日本電視台             | 《ゼロ 一獲千金ゲーム》                    | 早乙女スナオ     |                          |
| 2018年10月12日               | TBS                    | 《大戀愛～和忘記我的你》                   | 小川翔太         |                          |
| 2019年1月8日 - 17日          | TBS                    | 《新的王者》                               | 鴨宮幸四郎       |                          |
| 2019年2月14日                | 富士電視台             | 《QUEEN 醜聞專門律師》                     | 若月礼二         | 第六話                   |
| 2019年4月19日 - 6月21日      | NHK                    | 《女人們的秘密》                           | 木戸貴志         |                          |
| 2019年7月1日 - 8月26日       | MBS／TBS               | 《詐騙青年》                               | 草野誠実         | 主演                     |
| 2019年10月12日 - 12月14日    | 日本電視台             | 《我的事說來話長》                         | 駒野海星         |                          |
| 2020年1月11日                | NHK BS Premium         | 《山本周五郎ドラマ さぶ》                  | 栄二             | 主演                     |
| 2020年3月26日                | MBS                    | 《班會》                                   |                  | 最終回                   |
| 2020年6月17日 - 8月15日      | 日本電視台             | 《派遣女王2》                              | 井手裕太郎       |                          |
| 2020年6月28日                | 朝日電視台             | 《必殺仕事人2020》                         | 田上新之丞       |                          |
| 2021年1月3日・1月4日         | 富士電視台             | 《教場II》                                 | 比嘉太偉智       |                          |
| 2021年1月9日 - 2月13日       | 東京電視台             | 《Byplayers-配角森友會100天》              | 杉野遥亮（本人） | 主演                     |
| 2021年1月9日                 | 東京電視台             | 《小直是小學三年級生》                     | 小直（早川直人） |                          |
| 2021年1月9日 - 2月13日       | 日本電視台             | 《在APP戀愛的20條件》                      | 長谷川誠         |                          |
| 2021年2月20日 - 3月27日      | 東京電視台             | 《東京怪奇酒》                             | 杉野遥亮（本人） |                          |
| 2021年3月29日                | NHK                    | 《いないかもしれない》                     | 吉岡宏           |                          |
| 2021年8月15日                | WOWOW                  | 《ショートショート劇場『こころのフフフ』》 | 狩須昌人         | 第1話「袖サロン」        |
| 2021年10月6日 - 12月15日     | 日本電視台             | 《不良少年與白手杖女孩》                   | 黑川森生         |                          |
| 2022年1月21日 - 3月25日      | TBS                    | 《妻子變成小學生。》                       | 愛川蓮司         | [ 7 ]                    |
| 2022年7月5日 - 9月6日        | TBS                    | 《騎上獨角獸》                             | 須崎功           |                          |
| 2022年7月28日 - 9月29日      | 東京電視台             | 《我的姐姐》                               | 白井順平         | 先網後台                 |
| 2022年10月5日、10月12日      | 東京電視台             | 《小直是小學五年級生》                     | 小直（早川直人） | 主演                     |
| 2023年1月8日 - 12月17日      | NHK                    | 《怎麼辦家康》                             | 榊原康政         |                          |
| 2023年1月16日 - 3月27日      | 富士電視台             | 《陷阱戰爭》                               | 蛯澤眞人         |                          |
| 2023年7月12日 - 9月20日      | 富士電視台             | 《元氣囝仔》                               | 半田清舟         | 主演                     |
| 2024年5月6日                 | 東京電視台             | 《以一切活著的人的名義》                   | 吉岡薫           |                          |
| 2024年7月8日 - 9月16日       | 關西電視台・富士電視台 | 《Mountain Doctor》                        | 宮本步           | 主演                     |
| 2024年7月12日 - 9月13日      | WOWOW                  | 《磯部磯兵衛物語～浮世多辛苦～》           | 磯部磯兵衛       | 主演                     |
| 2024年10月8日 - 12月17日     | 富士電視台             | 《Okura～難解事件搜查～》                  | 不破利己         | 主演（與反町隆史雙主演） |
| 2025年7月17日 -              | 朝日電視台             | 《幸福的婚姻》                             | 黑川龍司         | [ 8 ]                    |

### 網路劇
| 播放日期                      | 劇名                                   | 角色     |
| ----------------------------- | -------------------------------------- | -------- |
| 2016年5月27日                 | 《民王番外編 秘書貝原と6人の怪しい客》 |          |
| 2016年11月30日、12月14日      | 《校閱女孩》                           | 見習警察 |
| 2017年8月25日                 | 《東京愛麗絲》                         | 泉温斗   |
| 2017年9月22日 -               | 《Good Morning Call愛情起床號2》       | 夏目柊   |
| 2017年10月30日 - 2018年1月1日 | 《護花野獸》                           | 柿木園豹 |

### 電影
| 上映時間       | 劇名                                     | 角色                 |
| -------------- | ---------------------------------------- | -------------------- |
| 2017年1月28日  | 《キセキ -あの日のソビト》               | SOH(ソウ)            |
| 2017年6月30日  | 《哥哥太愛我了怎麼辦》                   | 芹川國光             |
| 2017年11月25日 | 《覆面系NOISE》                          | 悠埜佳斗（ハルヨシ） |
| 2018年10月5日  | 《我是她的、俘虜》                       | 東條昴               |
| 2018年下半年   | 《きらきら眼鏡》                         | 小山田孝之           |
| 2018年12月14日 | 《春待つ僕ら》                           | 多田竜二             |
| 2019年3月21日  | 《鄰居同居》                             | 久我山佟聖           |
| 2019年11月29日 | 《羊與狼的戀愛和殺人》                   | 黒須越郎             |
| 2020年11月13日 | 《水上的飛行》                           | 加賀颯太             |
| 2021年4月9日   | 《Byplayers：如果100名配角一起拍電影〜》 | 杉野遥亮(本人)       |
| 2021年7月9日   | 《東京復仇者》                           | 橘直人               |
| 2022年4月1日   | 《やがて海へと届く》                     | 遠野敦               |
| 2022年8月19日  | 《Violence Action》                      | 寺野                 |
| 2023年         | 《東京復仇者2》                          | 橘直人               |

### 舞台劇
- 邁向深夜的漫長旅途（日语：夜への長い旅路）（2021年6月7日 - 7月4日、東京公演／7月9日 - 18日：京都公演）

## 廣播
| 首播時間                     | 名稱                             | 電台     | 備註  |
| ---------------------------- | -------------------------------- | -------- | ----- |
| 2020年7月9日 - 2021年3月25日 | 《杉野遥亮の「今度は長ズボン」》 | AuDee    | [ 9 ] |
| 2021年10月5日至今            | 《杉野遥亮的今晚也offtalk》      | TOKYO FM |       |

## 音樂作品

### 音樂錄影帶(MV)
| 日期           | 歌手                          | 歌曲                             |
| -------------- | ----------------------------- | -------------------------------- |
| 2015年11月18日 | aiko                          | 《プラマイ》                     |
| 2019年5月15日  | go!go!vanillas                | 《パラノーマルワンダーワールド》 |
| 2019年11月20日 | amazarashi                    | 《未来になれなかったあの夜に》   |
| 2020年12月23日 | 上白石萌音×内澤崇仁（androp） | 《ハッピーエンド》               |

## 書籍

### 寫真集
- 8(はち) （页面存档备份，存于）(2022年9月22日發行)[11][12][13]
- あくび(2018年3月30日發行)[14]
- スギノート(2019年12月19日發行)[15]

## 外部連結
- 官方網站 （页面存档备份，存于）
- 杉野遙亮的X（前Twitter）